# José Carlos Ferreira Júnior
José Carlos Ferreira Júnior, mais conhecido como Juninho, (Londrina, 1 de fevereiro de 1995), é um futebolista brasileiro que atua como zagueiro. Atualmente joga pelo Sport Club Internacional de Porto Alegre.

## Carreira
Juninho chegou ao Coritiba em 2012. Estreou profissionalmente em 2015 e conquistou a vaga de titular. Foi considerado o quarto melhor entre os zagueiros do Brasileirão no troféu Armando Nogueira.

## Títulos
Coritiba
- Campeonato Paranaense: 2017

Bahia
- Campeonato Baiano: 2020
- Copa do Nordeste: 2021